# 康斯坦丁·亚历山德鲁
康斯坦丁·亚历山德鲁（羅馬尼亞語：Constantin Alexandru，1953年12月15日—2014年8月10日），罗马尼亚男子摔跤运动员。他曾代表罗马尼亚参加1976年和1980年夏季奥林匹克运动会摔跤比赛，获得一枚银牌。